# Dibutylcínoxid
Dibutylcínoxid ((C4H9)2SnO), je organická sloučenina (konkrétně organocínová sloučenina).

## Použití
Dibutylcínoxid (DBTO) se částečně používá v regioselektivní alkylaci, acylaci a sulfonaci některých vícesytných alkoholů (polyolů):
Lze jej též použít např. pro urychlení polyesterifikace.